# Leptotarsus (Macromastix) vulpinus
Leptotarsus (Macromastix) vulpinus is een tweevleugelige uit de familie langpootmuggen (Tipulidae). De soort komt voor in het Australaziatisch gebied.